# زینگا اینک
زینگا اینک (انگلیسی: Zynga) شرکت بازی ویدئویی آمریکایی است، که در سال ۲۰۰۷ تأسیس شد.